# サタデーとちぎ・サンデーとちぎ
『サタデーとちぎ』ならびに『サンデーとちぎ』は、栃木放送が毎週土曜日と日曜日の午前中に放送している生ワイド番組である。本項の表題は、2017年3月まで栃木放送が公式サイトで用いていた表記に倣っている。

## 番組概要
栃木放送は1990年代まで、土曜日の午前中に生ワイド番組と音楽番組を、日曜日の午前中に完パケ番組を編成していた。それらを一つの番組にまとめ、「おはようサタデー」と「さわやかサンデー」としたのが本番組の始まりである。当初は局アナウンサーが輪番でナビゲーターを務めていたが、後にフリーアナウンサーの古川佳治が専属で担当するようになった。また、2000年頃にタイトルを「どんどん土曜日」と「さんさんサンデー」に変更した。
2009年10月期より番組開始が6:00から5:55になり、2010年4月期より5:00開始となった。2014年12月の改編で番組タイトルが表題のものになり、内容が若干リニューアルしたが、基本コンセプトはそのまま引き継がれている。
同様のことは土・日曜午後日中から夕方のtoy boxでも行っている。またradikoではタイムフリー（1番組最大3時間聴取可能。1週間以内）が利用できるため、外部の放送局やプロダクションが制作した番組は、一部単独番組としても抜き出して聴けるように配慮されている。
栃木放送で最も長時間放送する番組で『サタデーとちぎ』は土曜のラジオの生ワイド番組では全国で最も長く『サンデーとちぎ』も『KBC Sanday Music Hour』（KBCラジオ）の9時間30分に次いで長い。ただプロ野球シーズン中は『KBCダイナミックホークス実況中継』を放送することから『サンデーとちぎ』が最も長く放送する。

## 放送時間
- 土曜日 5:00 - 13:00 （サタデーとちぎ）
- 日曜日 5:00 - 13:00 （サンデーとちぎ）

## パーソナリティ
- 古川佳治

## 内包番組・コーナー
他社制作番組のみ。

### 土曜日
- 天使のモーニングコール
- 心のいこい（2016年3月終了）
- 幸福への出発（既に終了）
- 大槻彰の健康さわやか
- サトケンの買って!?ちょ〜だい!
- ラジオ朗読版「なぜ生きる」
- おでかけ土曜日「川又啓蔵のLet'sきたかん！」

### 日曜日
- 世の光いきいきタイム
- 法然さまの時間
- すこやか生活便
- What you eat〜元気の素は栄養から〜
- 相川七瀬 ROCK GOES ON